# Llanes
Llanes – miasto w północnej Hiszpanii, w regionie Asturia, nad Zatoką Biskajską liczące około 13 tys. mieszkańców.
Llanes jest tradycyjnym portem rybackim, co jest widoczne w pomnikach i tradycjach: jedna z tablic pamiątkowych wspomina o 65 żeglarzach z Llanes, którzy płynęli na trzech łodziach Wielkiej Armady w 1588 r. (łodzie: Santa Ana, San Nicolas i San Telmo); kolejna tablica pamiątkowa wspomina o wizycie cesarza Karola V Habsburga w dniu 26 września 1517 r., który podczas swojej podróży na własną koronację na króla Kastylii w Valladolid na dwie noce zatrzymał się w Llanes. Część z istniejących murów miejskich pochodzi z 1206 r.
Obecnie Llanes jest aktywnie działającym portem rybackim, ale w lecie jego gospodarka opiera się także na turystyce (przeważają odwiedzający z Hiszpanii). Miasto ma dobry wybór tradycyjnych sklepów i restauracji. Trzy plaże i widowiskowy spacer na klifach, Paseo de San Pedro, dodają do uroku tego nadmorskiego miasta.
W mieście jest stacja kolejowa Llanes.

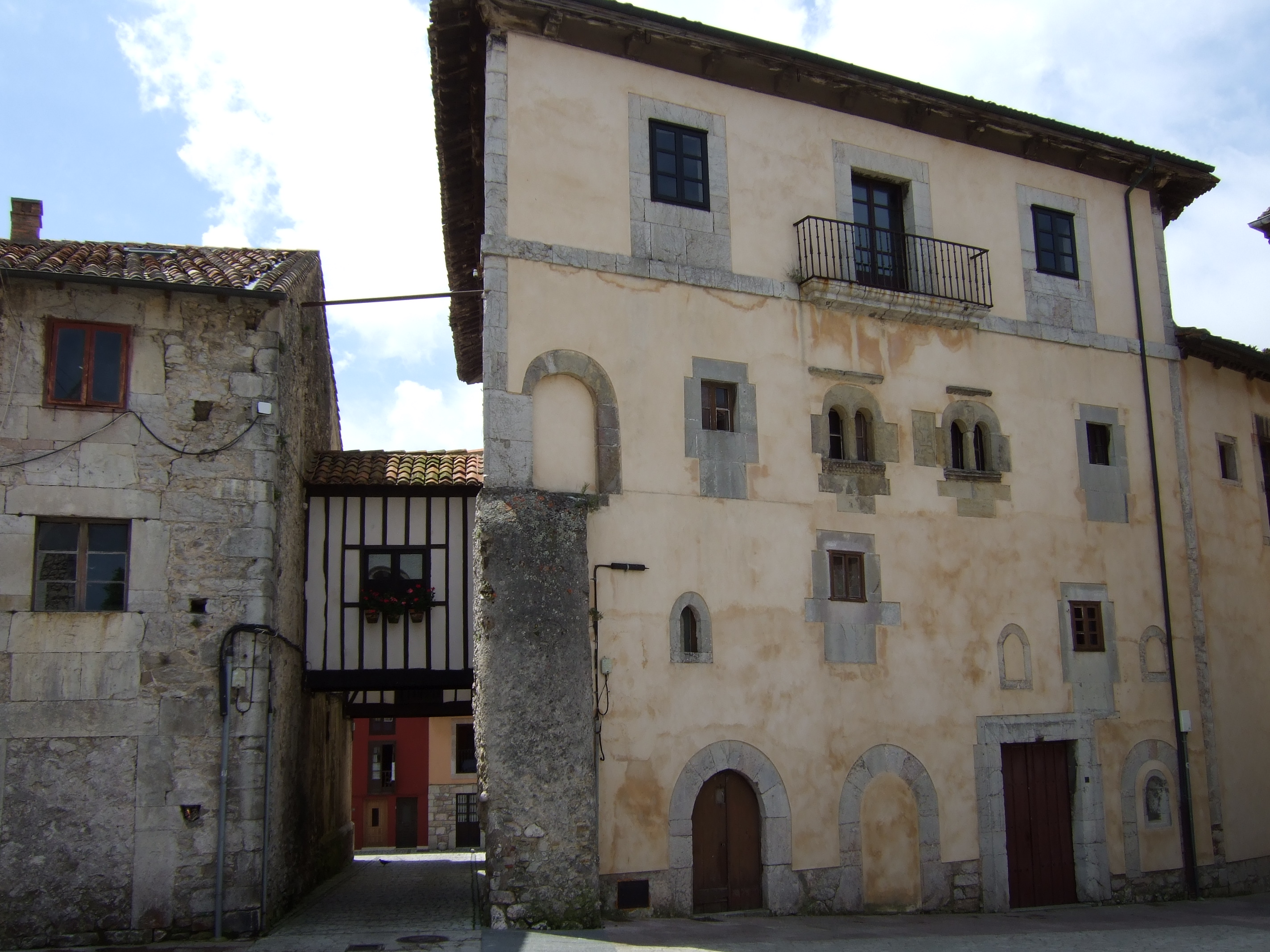
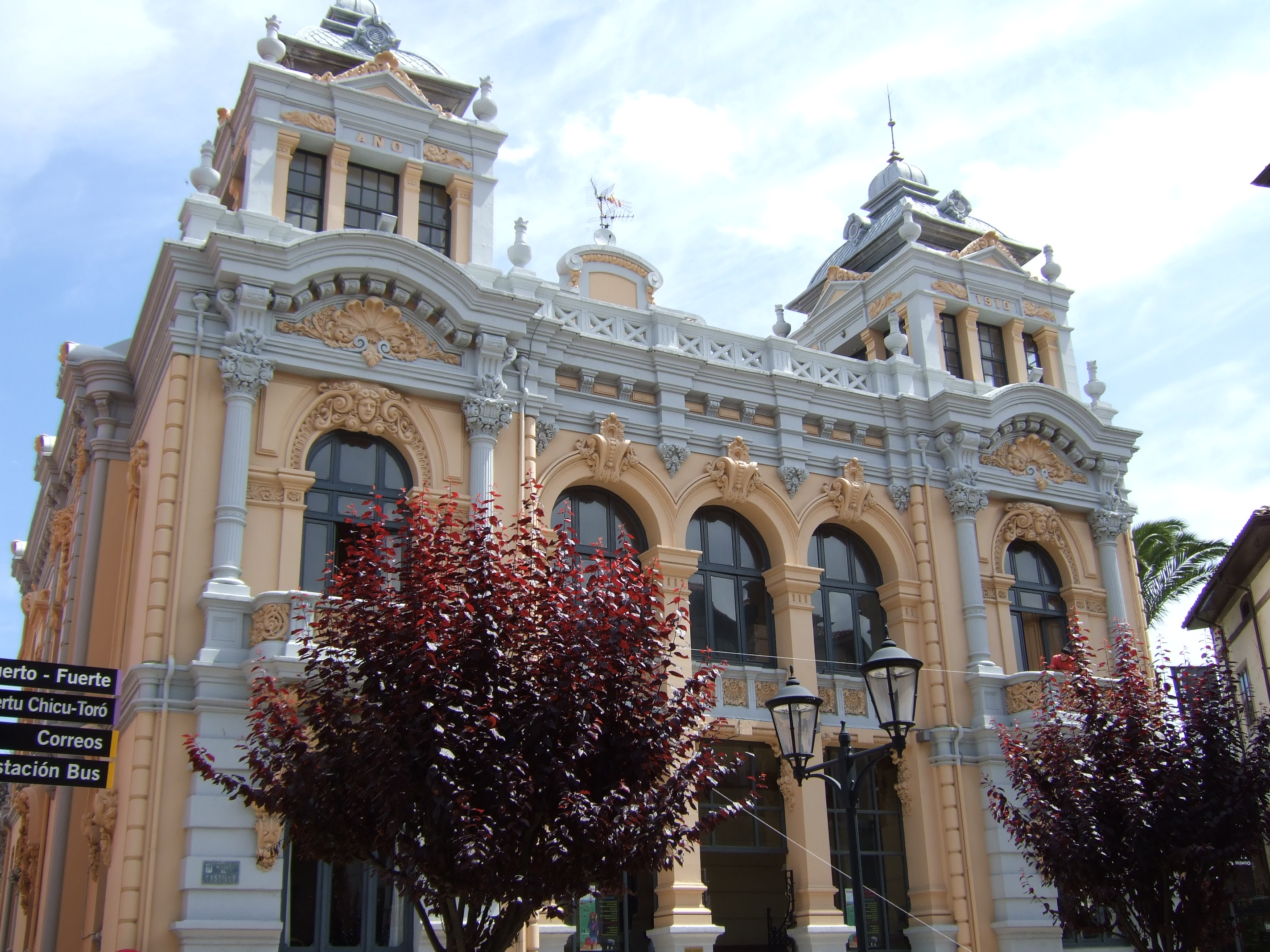
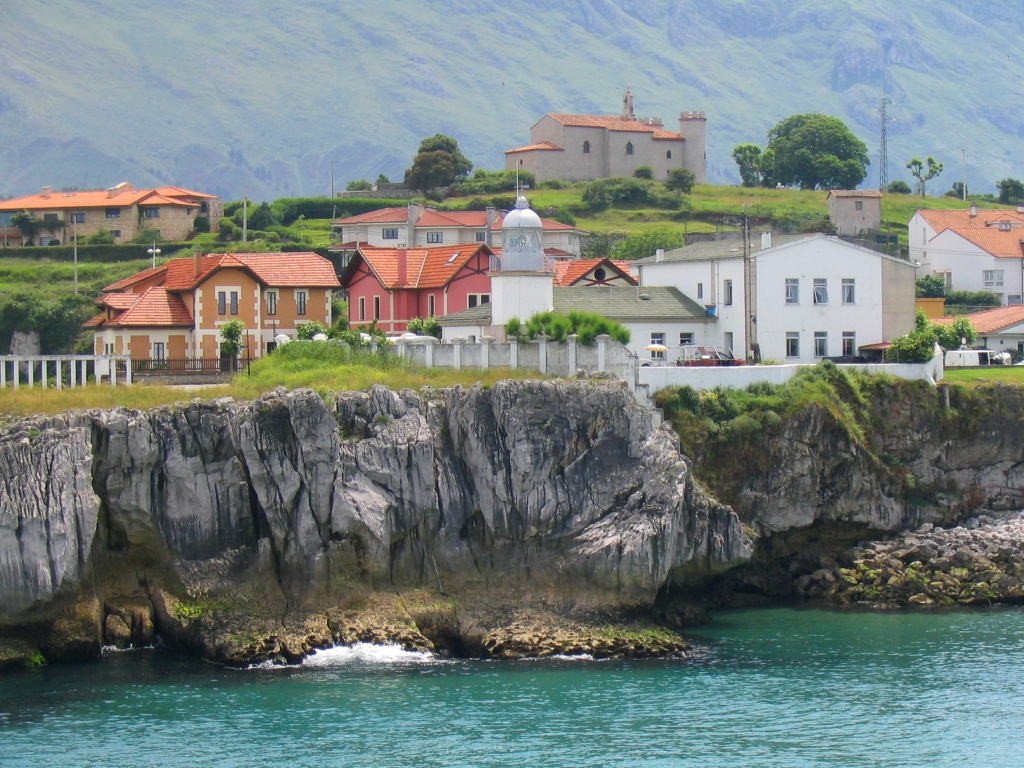